# Liste der Seligen und Heiligen/Q
Die Liste der Seligen und Heiligen enthält eine alphabetische Aufstellung von Personen, die von den christlichen Konfessionen, hauptsächlich den Katholiken und Orthodoxen, als selig oder heilig verehrt werden. Die Liste ist der Zielsetzung nach eine vollständige; z. Z. jedoch noch unvollständig.
| Name                | Bemerkung                                            | Selig- sprechung | Heilig- sprechung | Gedenktag     | Gedenktag               | Gedenktag   | Gedenktag    |
| Name                | Bemerkung                                            | Selig- sprechung | Heilig- sprechung | katholisch    | orthodox                | evangelisch | anglikanisch |
| ------------------- | ---------------------------------------------------- | ---------------- | ----------------- | ------------- | ----------------------- | ----------- | ------------ |
| Quadratus von Athen | Bischof von Athen, Apologet einer der Siebzig Jünger |                  |                   | 21. September | 4. Januar 21. September |             |              |
| Quintinus           | Märtyrer                                             |                  |                   | 31. Oktober   |                         |             |              |
| Quirinus von Neuss  | Märtyrer                                             |                  |                   | 30. April     |                         |             |              |
| Quiteria            | Märtyrerin                                           |                  |                   | 22. Mai       |                         |             |              |